# Кургашля
Кургашля — река в России, протекает в Белорецком районе Башкортостана. Длина реки составляет 10 км.
Начинается в осиново-берёзовом лесу между горами Лиственная (885,3 м) и Исмакаева. Течёт по лесу, в верховьях — на север, затем на восток до горы Лиственная (681,2 метра). В низовьях поворачивает на юго-восток. Устье реки находится в 32 км по правому берегу реки Большой Авзян в селе Исмакаево на высоте 491 метр над уровнем моря.
Основной приток — Угызульган — впадает слева.

## Данные водного реестра
По данным государственного водного реестра России относится к Камскому бассейновому округу, водохозяйственный участок реки — Белая от водомерного поста Арский Камень до Юмагузинского гидроузла, речной подбассейн реки — Белая. Речной бассейн реки — Кама.
Код объекта в государственном водном реестре — 10010200212111100017232.